# Campionato europeo della montagna
Il Campionato europeo della montagna o CEM (in inglese FIA European Hill Climb Championship) è una competizione automobilistica organizzata da FIA, basata su una serie di cronoscalate.

## Storia

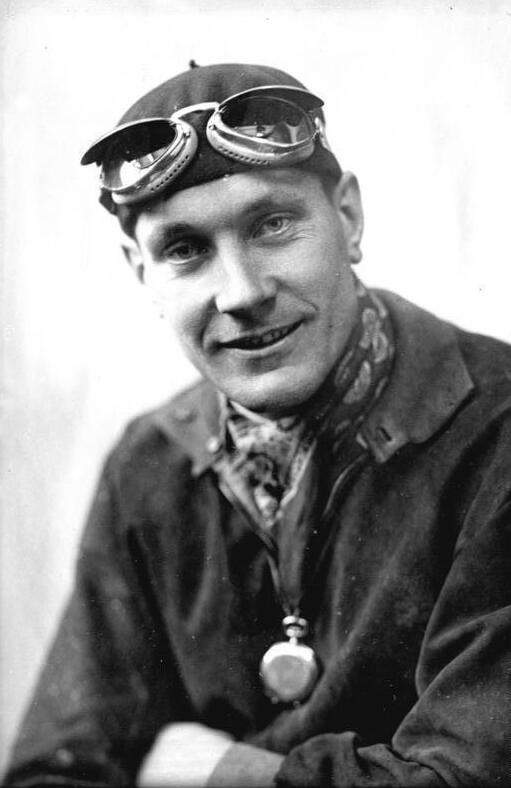
Hans Stuck vincitore della prima edizione nel 1930

È la massima espressione europea della velocità in salita, e per questo motivo è un campionato molto combattuto ma anche prestigioso, che tra l'altro ha radici antiche, poiché risale agli anni trenta.
La prima edizione si disputò nel 1930 organizzata dall'AIACR, e prevedeva due categorie di veicoli, le vetture da corsa e le vetture sport, ossia auto realizzate appositamente per le competizioni come ad esempio l'Auto Union Tipo D quindi monoposto equivalenti alle attuali auto di Formula 1, e le vetture stradali sportive, dunque macchine ad elevate prestazioni ma concepite inizialmente per la libera circolazione.
Quell'anno il titolo delle auto da corsa, andò ad Hans Stuck sull'Austro-Daimler, e quello della categoria sport a Rudolf Caracciola con la Mercedes-Benz.
Nel 1931 Juan Zanelli si assicurò la vittoria nella categoria estrema con la Nacional-Pescara, mentre Caracciola e la Mercedes bissarono il risultato dell'anno prima nella categoria sport.
Nel 1932 e 1933, vi fu un dominio dell'Alfa Romeo che ottenne tre titoli in due anni, ossia due campionati per vetture da corsa con Caracciola e Carlo Felice Trossi, e un campionato sport nel 1933 con Mario Tadini.
La Mercedes si aggiudicò per il terzo anno di fila, il campionato sport, con la vittoria di Hans Stuck nel 1932.
Dopo il 1933, per via della situazione internazionale complessa e una struttura organizzativa non ancora ai livelli odierni, il campionato non venne più disputato fino al 1958.

## Principali regole
Il campionato prevede una serie di gare di velocità in salita, disputate su strade montane (di solito statali).
Il percorso non è dunque un circuito, ma si snoda da una valle fino alla vetta (o comunque a una certa altezza), di un monte o un colle.
I partecipanti partono singolarmente, ad intervalli di tempo prefissati tra uno e l'altro, perciò non sono direttamente in competizione. Vince chi percorre il tracciato nel tempo minore.
Le norme che regolano il campionato odierno, come detto, sono emanate dalla FIA e prevedono due categorie di vetture, che a loro volta sono suddivise in subcategorie.
La cosiddetta Categoria I, raggruppa le vetture turismo e comprende le seguenti suddivisioni:
| Gruppo   | Descrizione | Esempio |
| -------- | --- | ------- |
| Gruppo N | Sono vetture di normale produzione, che non possono essere modificate nella meccanica, nel telaio, nell'aerodinamica e nell'elettronica, ma solo ed esclusivamente per quanto concerne l'equipaggiamento e le strutture di sicurezza, affinché siano compatibili con le omologazioni richieste dalla Federazione ed assicurino un livello di protezione adeguato al pilota. |         |

| Gruppo   | Descrizione | Esempio |
| -------- | --- | ------- |
| Gruppo A | Sono vetture turismo da competizione, con caratteristiche spiccatamente sportive ed in alcuni casi estremi. Sono comunque auto di derivazione da quelle di serie, riviste in maniera profonda ed in taluni casi estremo, rientrano in questa categoria vetture quali le WRC e le Super 1600. |         |

| Gruppo    | Descrizione | Esempio |
| --------- | --- | ------- |
| Gruppo SP | Sono vetture di serie riviste soprattutto nella meccanica e in piccola parte nell'elettronica, normalmente vengono prodotte in larga scala, acquistate dai vari team e preparatori e poi modificate. Anch'esse comunque devono rispettare vincoli abbastanza stretti. Sono più performanti delle Gruppo N, ma raramente più delle Gruppo A. |         |

| Gruppo     | Descrizione | Esempio |
| ---------- | --- | ------- |
| Gruppo S20 | Fanno parte di questa classificazione tutte le auto con cilindrata di 2000 centimetri cubici, aspirazione naturale e quattro ruote motrici. Sono più performanti delle Gruppo N, ma anche di molte auto del Gruppo A. Una caratteristica abbastanza anomala, poiché a differenza di queste ultime due, hanno molti più vincoli da rispettare, ossia il numero di rapporti e il tipo di cambio di velocità, il regime massimo di rotazione del motore in funzione del suo numero di cilindri, l'impossibilità di disporre di ausili alla guida elettronici, nonché dell'utilizzo di sospensioni differenti dal tipo McPherson. Inoltre hanno anche un prezzo massimo stabilito dalla Federazione e devono essere strettamente derivate dai modelli di serie, i quali devono essere stati prodotti in almeno 2500 esemplari nell'anno precedente alla realizzazione della Gruppo S20. A questo gruppo appartengono anche le vetture che partecipano al World Touring Car Championship, che si differenziano dalle prime per il fatto che la trazione integrale è vietata. |         |

| Gruppo    | Descrizione | Esempio |
| --------- | --- | ------- |
| Gruppo GT | Si tratta di automobili Granturismo da competizione, quindi macchine estremamente potenti, anch'esse derivate dai modelli di serie. A loro volta vengono classificate come GT1, GT2 e GT3, a seconda delle caratteristiche tecniche e del livello di prestazioni fornite. Tuttavia sono più a loro agio negli autodromi che nelle cronoscalate, infatti dagli anni settanta in poi, difficilmente riescono ad imporsi su tutti i rivali, soffrendo nel confronto coi prototipi (gruppo CN), costruiti appositamente per le crono. |         |

La Categoria II invece, comprende due sole classi:
| Gruppo    | Descrizione | Esempio |
| --------- | --- | ------- |
| Gruppo CN | È la categoria dei cosiddetti prototipi o sport-prototipi. È una classificazione ibrida, poiché prevede l'utilizzo di scocche estreme, che non possono prendere parte alla libera circolazione, ma possono essere equipaggiate solo con motori di Gruppo N, dunque di serie, non modificabili, la cui cilindrata massima è fissata in 3000 cm³, e il frazionamento non può superare i 6 cilindri. Nonostante la presenza del Gruppo D/E2, le cui vetture sono le più prestanti in assoluto tra quelle partecipanti alle cronoscalate, le Gruppo CN sono sempre protagoniste e nella maggior parte dei casi si aggiudicano la vittoria. |         |

| Gruppo      | Descrizione | Esempio |
| ----------- | --- | ------- |
| Gruppo D/E2 | Sono vetture decisamente estreme, pensate più che altro per le gare di velocità su pista, ma opportunamente messe a punto riescono ad essere guidate anche sulle strade delle crono. Possono inoltre essere equipaggiate con motori elaborati o progettati appositamente per le competizioni. Si dividono in biposto (gruppi E2/SC, ex E2-B) o monoposto (E2-SS, ex E2-M). La potenza erogata è notevole così come l'accelerazione e la velocità massima, a volte nell'ordine dei 300 km/h. Uno dei principali (e pochi) vincoli che hanno, risiede nella cilindrata, che non deve superare i 3000 cm³. Sostanzialmente le auto che rientrano in questa categoria sono, vetture di Formula a livello internazionale, perlopiù Formula 3 e Formula 3000. Recentemente però, L'Osella ha sviluppato una vettura, la FA30, che partendo dalle basi di una vettura Sport, quindi con un telaio pensato per le salite, recepisce le caratteristiche di potenza delle monoposto. Si tratta sostanzialmente di una monoposto a ruote coperte. Il grosso limite, specialmente per le vetture monoposto da "formula" progettate esclusivamente per la pista, sta nell'altezza da terra, nella ridotta escursione delle sospensioni e nella loro rigidità, caratteristiche che poco si addicono alle asperità e irregolarità delle normali strade montane. |         |

## Calendario
Le prove si svolgono in varie nazioni europee e comprendono delle gare classiche con numerose edizioni già disputate; in Italia ad esempio si svolgono fin dagli anni sessanta la Rieti-Terminillo e dagli anni cinquanta la Trento-Bondone.

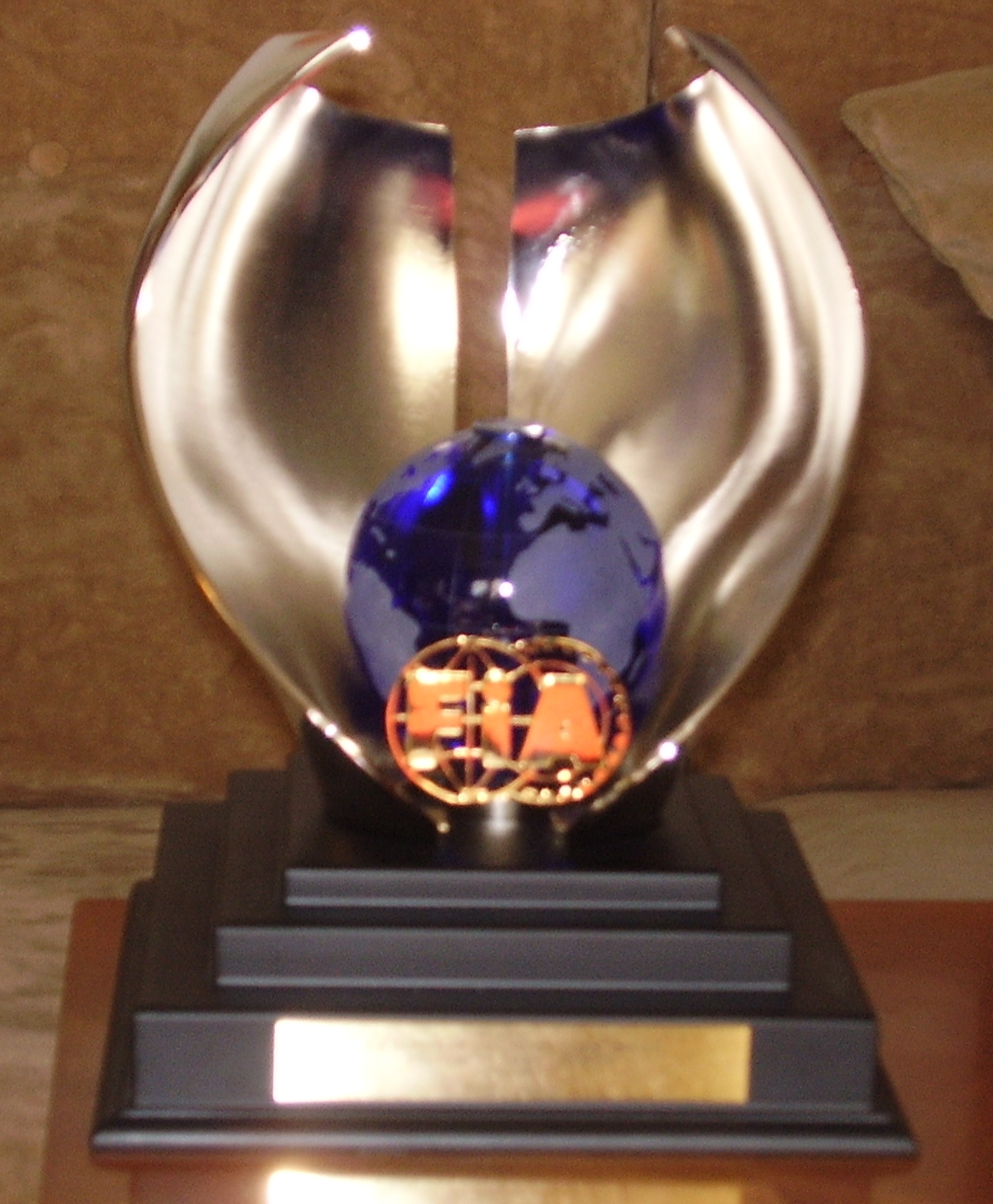
Il trofeo assegnato nel 2010

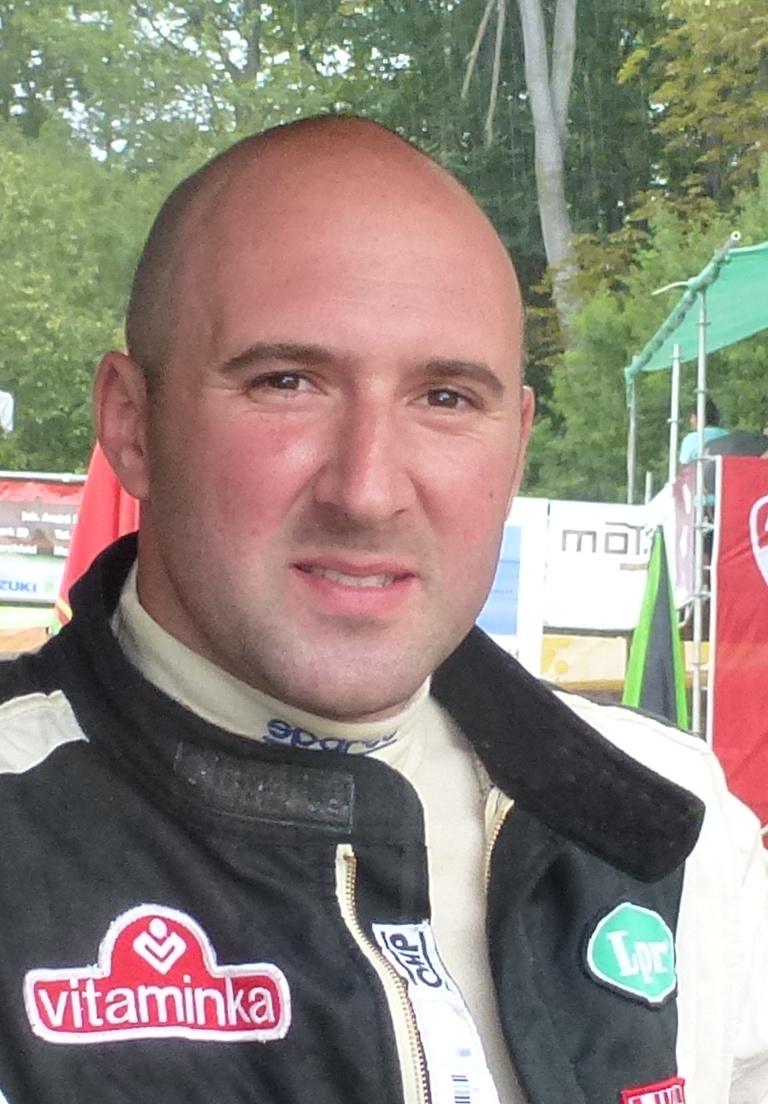
Igor Stefanovski vincitore gruppo N 2014

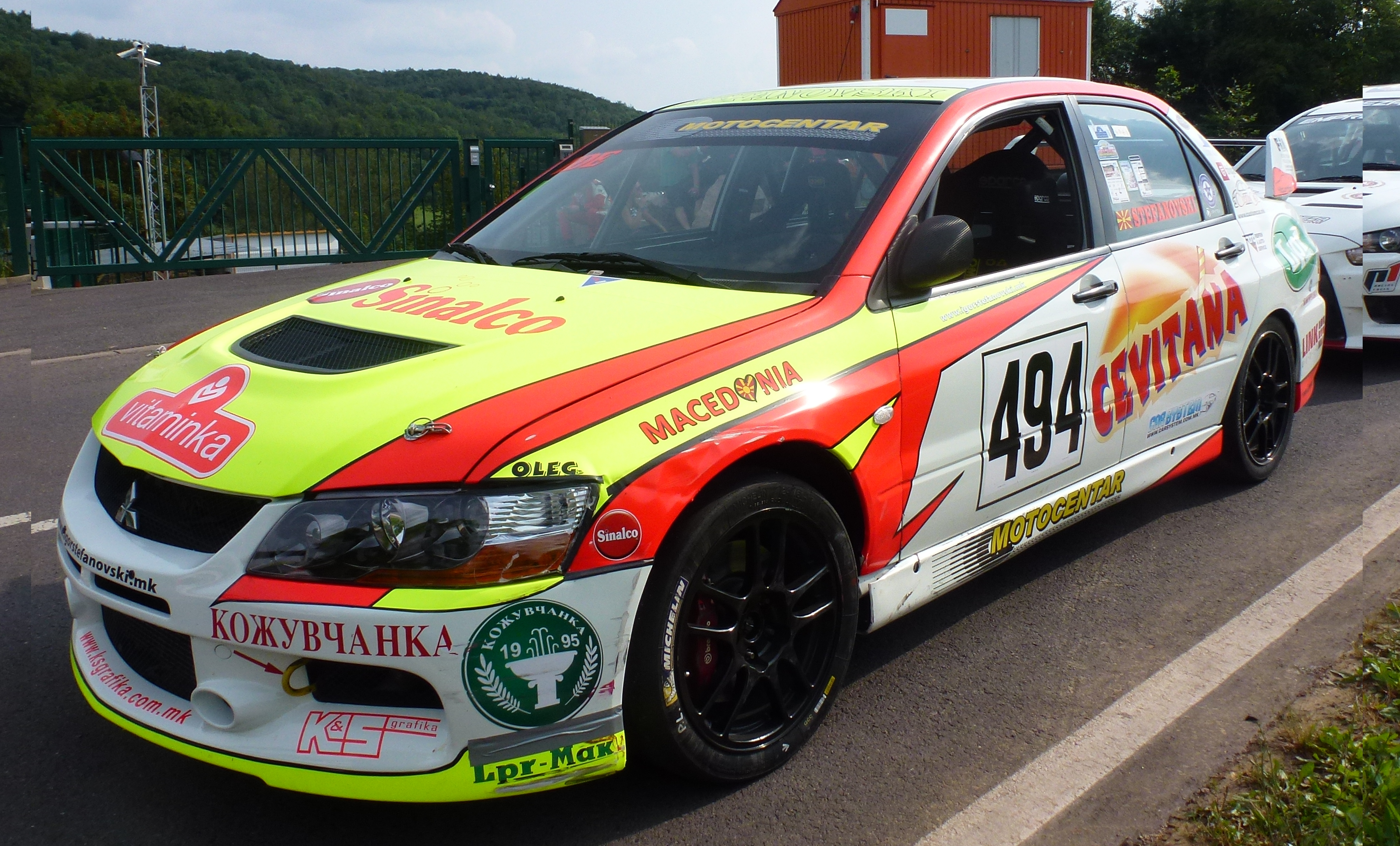
Mitsubishi Lancer EVO IX di Stefanovski auto campione GR.N-CAT.1 2014

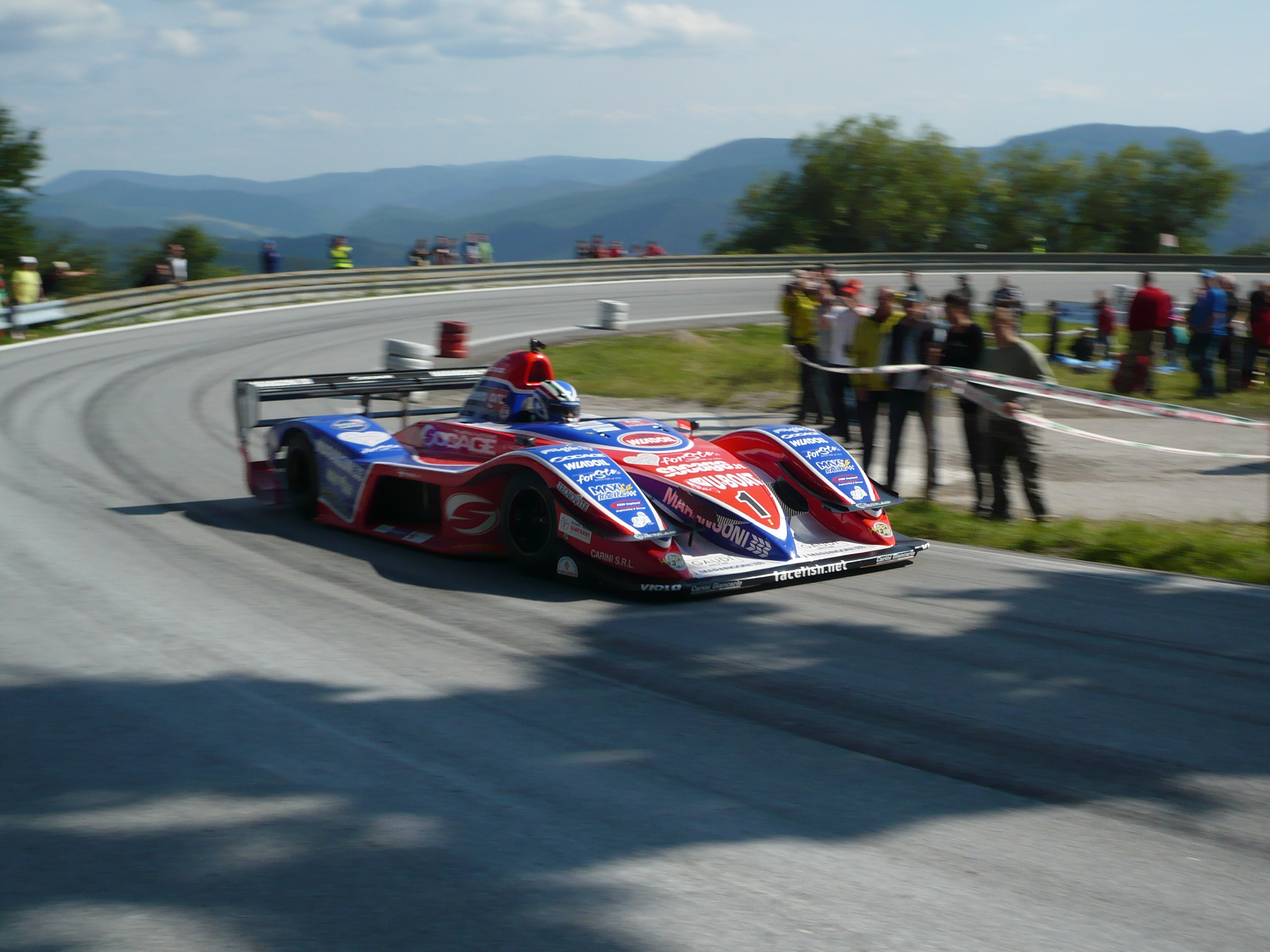
Simone Faggioli su Osella FA30 campionato 2012

## Albo d'oro

### Dal 1930 al 1982
Dopo il 1933, per via del conflitto mondiale e della scarsa organizzazione, il campionato non venne più disputato fino al 1957. Durante i primi anni, ossia dal 1930 al 1933, esistevano due categorie, quella delle Vetture da corsa e quella delle Vetture Sport. La prima è l'equivalente dell'attuale Categoria II, e per essere più precisi del Gruppo D/E2, mentre la seconda equivale all'odierna Categoria I.
Dal 1957 al 1959 non vi erano classi o categorie. Vigeva quindi un regime di formula libera.
Dal 1960 al 1969 la Categoria I era chiamata Categoria GT, mentre la Categoria II era chiamata Categoria Sport. Vi fu una modifica solo nel 1968 e 1969, quando era indicata con la denominazione Categoria Prototipi.
Nel biennio 1970-'71 venne introdotta la dicitura Categoria A (l'attuale Categoria I), mentre la Categoria II era indicata come Categoria Sport.
Dal 1972 al 1977 la Categoria I veniva denominata Categoria A, mentre la Categoria II si tramutava in. Categoria B. Dal 1978 al 1982 la Categoria I era denominata Categoria I-II, mentre la Categoria più estrema, ossia la Categoria II, prendeva il nome di Categoria III.
| Stagione  | Classe           | Vincitore             | Scuderia            |
| --------- | ---------------- | --------------------- | ------------------- |
| 1930      | Vetture da corsa | Hans Stuck            | Austro-Daimler      |
| 1930      | Sport            | Rudolf Caracciola     | Mercedes-Benz       |
| 1931      | Vetture da corsa | Juan Zanelli          | Nacional-Pescara    |
| 1931      | Sport            | Rudolf Caracciola     | Mercedes-Benz       |
| 1932      | Vetture da corsa | Rudolf Caracciola     | Alfa Romeo          |
| 1932      | Sport            | Hans Stuck            | Mercedes-Benz       |
| 1933      | Vetture da corsa | Carlo Felice Trossi   | Alfa Romeo          |
| 1933      | Sport            | Mario Tadini          | Alfa Romeo          |
| 1934-1956 | Non disputato    | Non disputato         | Non disputato       |
| 1957      | Sport            | Willy Peter Daetwyler | Maserati            |
| 1958      | Sport            | Wolfgang Von Trips    | Porsche RSK         |
| 1959      | Sport            | Edgar Barth           | Porsche RSK         |
| 1960      | Gran turismo     | Huschke von Hanstein  | Porsche             |
| 1960      | Sport            | Heini Walter          | Porsche RSK         |
| 1961      | Gran turismo     | Heinz Schiller        | Porsche Carrera     |
| 1961      | Sport            | Heini Walter          | Porsche FS          |
| 1962      | Gran turismo     | Hans Kuhnis           | Porsche Carrera     |
| 1962      | Sport            | Ludovico Scarfiotti   | Ferrari             |
| 1963      | Gran turismo     | Herbert Müller        | Porsche Abarth      |
| 1963      | Sport            | Edgar Barth           | Spyder 718 W-RS     |
| 1964      | Gran turismo     | Heini Walter          | Porsche 904 GTS     |
| 1964      | Sport            | Edgar Barth           | Porsche 904         |
| 1965      | Gran Turismo     | Herbert Müller        | Porsche Abarth      |
| 1965      | Sport            | Ludovico Scarfiotti   | Ferrari Dino 206 SP |
| 1966      | Gran turismo     | Eberhard Mahle        | Porsche 911         |
| 1966      | Sport            | Gerhard Mitter        | Porsche             |
| 1967      | Gran turismo     | Anton Fischhaber      | Porsche             |
| 1967      | Sport            | Gerhard Mitter        | Porsche             |
| 1968      | Gran turismo     | Holger Zarges         | Porsche 911 T       |
| 1968      | Prototipi        | Gerhard Mitter        | Porsche             |
| 1969      | Gran turismo     | Seep Greger           | Porsche 911 T       |
| 1969      | Prototipi        | Peter Schetty         | Ferrari 212 E       |
| 1970      | Categoria A      | Claude Haldi          | Porsche 911         |
| 1970      | Sport            | Johannes Ortner       | Fiat Abarth         |
| 1971      | Categoria A      | Wilhelm Bartels       | Porsche             |
| 1971      | Sport            | Johannes Ortner       | Abarth 3000 SP      |
| 1972      | Categoria A      | Anton Fischhaber      | Porsche             |
| 1972      | Categoria B      | Xavier Perrot         | March 722 F2        |
| 1973      | Categoria A      | Seep Greger           | Porsche Carrera     |
| 1973      | Categoria B      | Jimmy Mieusset        | March 722 F2        |
| 1974      | Categoria A      | Anton Fischhaber      | Porsche             |
| 1974      | Categoria B      | Jimmy Mieusset        | March 722 F2        |
| 1975      | Categoria A      | Jean Claude Bering    | Porsche 911         |
| 1975      | Categoria B      | Mauro Nesti           | Lola BMW            |
| 1976      | Categoria A      | Jean Claude Bering    | Porsche 911         |
| 1976      | Categoria B      | Mauro Nesti           | Lola BMW            |
| 1977      | Categoria A      | Heinz-Jurgen Pohlmann | Ford Escort RS      |
| 1977      | Categoria B      | Mauro Nesti           | Lola BMW            |
| 1978      | Categoria I-II   | Jacques Almeras       | Porsche 934 Turbo   |
| 1978      | Categoria III    | Jean Marie Almeras    | Porsche 935         |
| 1979      | Categoria I-II   | Jacques Almeras       | Porsche 934 Turbo   |
| 1979      | Categoria III    | Jean Marie Almeras    | Porsche 935         |
| 1980      | Categoria I-II   | Jacques Almeras       | Porsche 934 Turbo   |
| 1980      | Categoria III    | Jean Marie Almeras    | Porsche 935         |
| 1981      | Categoria I-II   | Herbert Stenger       | Ford Escort RS      |
| 1981      | Categoria III    | Jean Louis Bos        | Lola T298 BMW       |
| 1982      | Categoria I-II   | Jacques Guillot       | Porsche 930 Turbo   |
| 1982      | Categoria III    | Herbert Stenger       | Ford Capri Turbo    |

### Dal 1983 ad oggi
La Categoria I e la Categoria II sono attive dal 1983 ai giorni nostri.
| Stagione | Classe                                       | Vincitore                                    | Scuderia                                               |
| -------- | -------------------------------------------- | -------------------------------------------- | ------------------------------------------------------ |
| 1983     | Categoria I                                  | Rolf Goering                                 | BMW M1 (Gr. 4)                                         |
| 1983     | Categoria II                                 | Mauro Nesti                                  | Osella PA9-BMW (Gr. 6)                                 |
| 1984     | Categoria I                                  | Rolf Goering                                 | BMW M1 (Gr. B)                                         |
| 1984     | Categoria II                                 | Mauro Nesti                                  | Osella PA9-BMW (Gr. 6)                                 |
| 1985     | Categoria I                                  | Francis Dosieres                             | BMW 635 CSi (Gr. A)                                    |
| 1985     | Categoria II                                 | Mauro Nesti                                  | Osella PA9-BMW (Gr. 6)                                 |
| 1986     | Categoria I                                  | Claude Francois Jeanneret                    | Audi quattro A2 (Gr. B)                                |
| 1986     | Categoria II                                 | Mauro Nesti                                  | Osella PA9-BMW (Gr. 6)                                 |
| 1987     | Categoria I                                  | Claude Francois Jeanneret                    | Audi quattro A2 (Gr. B)                                |
| 1987     | Categoria II                                 | Mauro Nesti                                  | Osella PA9-BMW (Gr. C3)                                |
| 1988     | Categoria I                                  | Giovanni Rossi                               | Renault 5 Maxi Turbo (Gr. B)                           |
| 1988     | Categoria II                                 | Mauro Nesti                                  | Osella PA9-BMW (Gr. C3)                                |
| 1989     | Categoria I                                  | Francis Dosieres                             | BMW M3 E30 (Gr. A)                                     |
| 1989     | Categoria II                                 | Andres Vilarino                              | Lola T298-BMW (Gr. C3)                                 |
| 1990     | Categoria I                                  | Francis Dosieres                             | BMW M3 E30 (Gr. A)                                     |
| 1990     | Categoria II                                 | Andres Vilarino                              | Lola T298-BMW (Gr. C3)                                 |
| 1991     | Categoria I                                  | Ioaki Goiburu                                | BMW M3 E30 (Gr. A)                                     |
| 1991     | Categoria II                                 | Andres Vilarino                              | Lola T298-BMW (Gr. C3)                                 |
| 1992     | Categoria I                                  | Francis Dosieres                             | BMW M3 E30 (Gr. A)                                     |
| 1992     | Categoria II                                 | Andres Vilarino                              | Lola T298-BMW (Gr. C3)                                 |
| 1993     | Categoria I                                  | Francis Dosieres                             | BMW M3 E30 (Gr. A)                                     |
| 1993     | Categoria II                                 | Francisco Egozkue                            | Osella PA9/90-BMW (Gr. C3)                             |
| 1994     | Categoria I                                  | Josef Kopecky                                | Ford Escort RS Cosworth (gr. N)                        |
| 1994     | Categoria II                                 | Francisco Egozkue                            | Osella PA9/90-BMW (Gr. C3)                             |
| 1995     | Categoria I                                  | Otakar Kramsky                               | BMW M3 E30 (gr. A)                                     |
| 1995     | Categoria II                                 | Fabio Danti                                  | Lucchini P394M-BMW (gr. CN)                            |
| 1996     | Categoria I                                  | Bruno Houzelot                               | Ford Escort RS Cosworth (gr. N)                        |
| 1996     | Categoria II                                 | Fabio Danti                                  | Osella PA20S-BMW (gr. CN)                              |
| 1997     | Categoria I                                  | Otakar Kramsky                               | BMW M3 E36 (gr. A)                                     |
| 1997     | Categoria II                                 | Pasquale Irlando                             | Osella PA20S-BMW (gr. CN)                              |
| 1998     | Categoria I                                  | Otakar Kramsky                               | BMW M3 E36 (gr. A)                                     |
| 1998     | Categoria II                                 | Pasquale Irlando                             | Osella PA20S-BMW (gr. CN)                              |
| 1999     | Categoria I                                  | Niko Pulic                                   | BMW M3 E36 (gr. A)                                     |
| 1999     | Categoria II                                 | Pasquale Irlando                             | Osella PA20S-BMW (gr. CN)                              |
| 2000     | Categoria I                                  | Niko Pulic                                   | BMW M3 E36 (gr. A)                                     |
| 2000     | Categoria II                                 | Franz Tschager                               | Osella PA20S-BMW (gr. CN)                              |
| 2001     | Categoria I                                  | Niko Pulic                                   | BMW M3 E36 (gr. A)                                     |
| 2001     | Categoria II                                 | Franz Tschager                               | Osella PA20S-BMW (gr. CN)                              |
| 2002     | Categoria I                                  | Piergiorgio Bedini                           | Ford Escort RS Cosworth (gr. N)                        |
| 2002     | Categoria II                                 | Franz Tschager                               | Osella PA20S-BMW (gr. CN)                              |
| 2003     | Categoria I                                  | Robert Senkyr                                | BMW M3 E36 (gr. A)                                     |
| 2003     | Categoria II                                 | Denny Zardo                                  | Osella PA20S-BMW (gr. CN)                              |
| 2004     | Categoria I                                  | Robert Senkyr                                | BMW M3 E36 (gr. A)                                     |
| 2004     | Categoria II                                 | Giulio Regosa                                | Osella PA20S-BMW (gr. CN)                              |
| 2005     | Categoria I                                  | Jorg Weidinger                               | BMW M3 E36 (gr. N)                                     |
| 2005     | Categoria II                                 | Simone Faggioli                              | Osella PA21S-Honda (gr. CN)                            |
| 2006     | Categoria I                                  | Jorg Weidinger                               | BMW M3 E36 (gr. N)                                     |
| 2006     | Categoria II                                 | Giulio Regosa                                | Lola T96/50 F3000 (Gr. D/E2)                           |
| 2007     | Categoria I                                  | Peter Jurena                                 | Mitsubishi Lancer Evo IX (Gr. N)                       |
| 2007     | Categoria II                                 | Ander Vilarino                               | Reynard 01L F3000 (Gr. D/E2)                           |
| 2008     | Categoria I                                  | Miroslav Jakes                               | Mitsubishi Lancer Evo IX (Gr. N)                       |
| 2008     | Categoria II                                 | Lionel Regal                                 | Reynard 01L F3000 (Gr. D/E2)                           |
| 2009     | Categoria I                                  | Vaclav Janik                                 | Mitsubishi Lancer Evo VIII (Gr. A)                     |
| 2009     | Categoria II                                 | Simone Faggioli                              | Osella FA30-Zytek (Gr. E2-SS)                          |
| 2010     | Categoria I                                  | Roland Wanek                                 | Mitsubishi Lancer Evo IX (Gr. N)                       |
| 2010     | Categoria II                                 | Simone Faggioli                              | Osella FA30-Zytek (Gr. E2-SS)                          |
| 2011     | Categoria I                                  | Aleš Prek                                    | Mitsubishi Lancer Evo VIII (Gr. N)                     |
| 2011     | Categoria II                                 | Simone Faggioli                              | Osella FA30-Zytek (Gr. E2-SS)                          |
| 2012     | Categoria I                                  | Dusan Borkovic                               | Mitsubishi Lancer Evo IX (Gr. N)                       |
| 2012     | Categoria II                                 | Simone Faggioli                              | Osella FA30-Zytek (Gr. E2-SS)                          |
| 2013     | Categoria I                                  | Tomislav Muhvić                              | Mitsubishi Lancer Evo IX (Gr. N)                       |
| 2013     | Categoria II                                 | Simone Faggioli                              | Osella FA30-Zytek (Gr. E2-SS)                          |
| 2014     | Categoria I                                  | Igor Stefanovski                             | Mitsubishi Lancer Evo IX (Gr. N)                       |
| 2014     | Categoria II                                 | Simone Faggioli                              | Norma M20 FC-Zytek (Gr. E2-SC)                         |
| 2015     | Categoria I                                  | Igor Stefanovski                             | Mitsubishi Lancer Evo IX (Gr. N)                       |
| 2015     | Categoria II                                 | Simone Faggioli                              | Norma M20 FC-Zytek (Gr. E2-SC)                         |
| 2016     | Categoria I                                  | Nikola Miljković                             | Mitsubishi Lancer Evo IX (Gr. N)                       |
| 2016     | Categoria II                                 | Simone Faggioli                              | Norma M20 FC-Zytek/Osella FA30-Zytek (Gr. E2-SC/E2-SS) |
| 2017     | Categoria I                                  | "Tessitore"                                  | Porsche 997 GT3 Cup/Audi R8 LMS GT3 (Gr. GT)           |
| 2017     | Categoria II                                 | Simone Faggioli                              | Norma M20 FC-Zytek (Gr. E2-SC)                         |
| 2018     | Categoria I                                  | Lukáš Vojáček                                | Subaru Impreza WRX STi (Gr. A)                         |
| 2018     | Categoria II                                 | Christian Merli                              | Osella FA30 Evo-Zytek LRM (Gr. E2-SS)                  |
| 2019     | Categoria I                                  | Lukáš Vojáček                                | Subaru Impreza WRX STi (Gr. A)                         |
| 2019     | Categoria II                                 | Simone Faggioli                              | Norma M20 FC-Zytek (Gr. E2-SC)                         |
| 2019     | Categoria II                                 | Christian Merli                              | Osella FA30 Evo-Zytek LRM (Gr. E2-SS)                  |
| 2020     | annullato a causa della pandemia di COVID-19 | annullato a causa della pandemia di COVID-19 | annullato a causa della pandemia di COVID-19           |
| 2021     | Categoria I                                  | Antonino Migliuolo                           | Mitsubishi Lancer Evo IX (Gr. 3)                       |
| 2021     | Categoria II                                 | Christian Merli                              | Osella FA30 Evo-Zytek LRM (Gr. E2-SS)                  |
| 2022     | Categoria I                                  | Vasilije Jaksic                              | Mitsubishi Lancer Evo IX RS                            |
| 2022     | Categoria II                                 | Christian Merli                              | Osella FA30 Evo-Judd LRM (Gr. E2-SS)                   |
| 2023     | Categoria I                                  | Igor Stefanovski                             | Hyundai I30 N TCR (Gr. 3)                              |
| 2023     | Categoria II                                 | Christian Merli                              | Osella FA30 Evo-Judd LRM (Gr. E2-SS)                   |
| 2024     | Categoria I                                  | Matija Jurišić                               | Peugeot 308 TCR 1.6 (Gr. 4)                            |
| 2024     | Categoria II                                 | Geoffrey Schatz                              | Nova Proto NP01 (Gr. E2-SC)                            |

#### Statistiche dal 1983 ad oggi

##### Categoria I
Vittorie piloti
- 5 vittorie
- Christian Merli
 Francis Dosieres
- 3 vittorie
 Niko Pulic
 Otakar Kramsky
- 2 vittorie
 Rolf Goering
 Claude Francois Jeanneret
 Robert Senkyr
 Igor Stefanovski
 Jorg Weidinger
 Lukáš Vojáček
- 1 vittoria
  - 13 piloti

##### Categoria II
Vittorie piloti
- 11 vittorie
 Simone Faggioli
- 9 vittorie
 Mauro Nesti
- 4 vittorie
 Andres Vilarino
- 3 vittorie
 Pasquale Irlando
 Franz Tschager
 Christian Merli
- 2 vittorie
 Fabio Danti
 Francisco Egozkue
 Giulio Regosa
- 1 vittoria
 Lionel Regal
 Ander Vilariño
 Denny Zardo